# Ochna beirensis
Espèce
Statut de conservation UICN

 EN  : En danger
Ochna beirensis est une espèce de plantes à fleurs de la famille des Ochnaceae.

## Publication originale
- Boletim da Sociedade Broteriana, sér. 2, 36: 17. 1962.